# 1 000 kilomètres de Buenos Aires 1955
Navigation
Édition précédente Édition suivante
Les 1 000 kilomètres de Buenos Aires 1955, disputées le 23 janvier 1955 sur l'Autódromo Juan y Oscar Gálvez, sont la deuxième édition de cette épreuve et la première manche du championnat du monde des voitures de sport 1955. Elles sont remportées par les argentins Enrique Saenz-Valiente et José-Maria Ibánez (de).

## Course

### Classement de la course
Voici le classement au terme de la course.
- Les vainqueurs de chaque catégorie sont signalés par un fond jauni.

| 1            | S +3.0 | 4   |                         | Enrique Saenz-Valiente José-Maria Ibánez (de) | Ferrari 375 Plus (en) | 58 |
| 2            | S +3.0 | 8   |                         | Carlos Najurieta (de) César Rivero (de)       | Ferrari 375 MM        | 58 |
| 3            | S 3.0  | 30  | Equipo Presidente Péron | José Faraoni (de) Ricardo Grandío (de)        | Maserati A6GCS        | 56 |
| 4            | S 1.5  | 34  |                         | Jaroslav Juhan (de) Jorge Salas Chaves        | Porsche 550 Spyder    | 56 |
| 5            | S 3.0  | 14  | Équipe Gordini          | Elie Bayol Harry Schell                       | Gordini T24S          | 54 |
| 6            | S 3.0  | 26  |                         | Jorge Camano Oscar Camano                     | Ferrari 212           | 54 |
| 7            | S 3.0  | 32  |                         | Alejandro De Tomaso Oscar Reyes               | Maserati A6GCS        | 52 |
| 8            | Mod. T | 52  |                         | Oscar Gálvez Eduardo Martins                  | Ford V-8              | 52 |
| 9            | S 3.0  | 18  |                         | Louis Milan Elpidio Tortone                   | Ferrari 625TF         | 51 |
| 10           | Mod. T | 50  |                         | Juan-Carlos Garavaglia Manuel Rodriguez       | Ford V-8              | 51 |
| 11           | Mod. T | 66  |                         | Guillermo Airaldi Douglas Marimón             | Alfa Romeo 1900       | 49 |
| 12           | Mod. T | 102 |                         | Angel de la Rosa Angel Antenone               | Ford V-8              | 48 |
| 13           | Mod. T | 96  |                         | Hector della Romana                           | Ford V-8              | 44 |
| 14           | S 1.5  | 48  |                         | Patricio Badaracco Emart                      | Cisitalia 202         | 44 |
| 15           | Mod. T | 92  |                         | Eugenio Modica Ignacio Espina                 | Ford V-8              | 43 |
| 16           | S 3.0  | 24  |                         | Angel Maiocchi Carlos Lostalo                 | Ferrari 225S Vignale  | 42 |
| 17           | Mod. T | 70  |                         | Antonio Pereyra A. Cea                        | Ford V-8              | 42 |
| 18           | S 3.0  | 22  |                         | Alvaro Piano Miguel Schroeder                 | Ferrari 225E          | 42 |
| 19           | Mod. T | 90  |                         | Juan Carrica Arias Moreno                     | Ford V-8              | 39 |
| Non classé   |        |     |                         |                                               |                       |    |
| 20           | S 1.5  | 38  |                         | Curt Delfosse                                 | Gordini T15S          | 22 |
| Disqualifiés |        |     |                         |                                               |                       |    |
| 21           | S 3.0  | 20  | Scuderia Ferrari        | Umberto Maglioli Clemar Bucci                 | Ferrari 750 Monza     | 33 |
| 22           | S +3.0 | 10  | Scuderia Ferrari        | Maurice Trintignant José Froilán González     | Ferrari 118LM (en)    | 27 |
| Abandons     |        |     |                         |                                               |                       |    |
| 23           | S +3.0 | 12  |                         | José Millet Gabriel Gabin                     | Jaguar C-Type         | 41 |
| 24           | S 3.0  | 28  | Équipe Gordini          | Adolfo Schwelm Cruz Pedro Llano               | Gordini T15           | 40 |
| 25           | S 3.0  | 2   |                         | Franco Bruno Carlos Bruno                     | Allard J2X            | 19 |
| 26           | S +3.0 | 6   |                         | Roberto Bonomi Ernesto Florencio Castro Cra   | Ferrari 375MM Spezial | 7  |
| 27           | S 3.0  | 16  |                         | Alberto Rodríguez Larreta David Speroni       | Ferrari 250 MM        |    |
| 28           | S 1.5  | 36  |                         | Thomas Mayol Juan Gobbi                       | Porsche 356 Super     |    |
| 29           | S 1.5  | 40  |                         | Ernesto Tornquist Miguel Nadie                | Porsche 550 Spyder    |    |
| 30           | S 1.5  | 42  |                         | Lucio Bollaert Carlos Stabile                 | Gordini T15S          |    |
| 31           | S 1.5  | 46  |                         | Jorge Saggese Sedano Acosta                   | Fiat-Abarth 207       |    |
| 32           | Mod. T | 54  |                         | Ernesto Petrini Domingo Colanero              | Ford V-8              |    |
| 33           | Mod. T | 56  |                         | Felix Alberto Peduzzi Eduardo del Molino      | Chevrolet Bel Air     |    |
| 34           | Mod. T | 58  |                         | Jorge Desconte                                | Ford V-8              |    |
| 35           | Mod. T | 60  |                         | Pablo Birger                                  | Ford V-8              |    |
| 36           | Mod. T | 62  |                         | Esteban Sokol E. Ojea                         | Ford V-8              |    |
| 37           | Mod. T | 64  |                         | Ernesto Blanco N. Larocca                     | Ford V-8              |    |
| 38           | Mod. T | 68  |                         | Juan Fernando Piersanti J. Colanero           | Ford V-8              |    |
| 39           | Mod. T | 74  |                         | Juan Navone D. Teseire                        | Ford V-8              |    |
| 40           | Mod. T | 76  |                         | Marcelo Aloe Velcher B. Marciulevicius        | Chevrolet Bel Air     |    |
| 41           | Mod. T | 78  |                         | Elmer Oppen                                   | Ford V-8              |    |
| 42           | Mod. T | 80  |                         | Rodolfo de Alzaga R. Luro                     | Ford V-8              |    |
| 43           | Mod. T | 82  |                         | José Lorenzetti                               | Ford V-8              |    |
| 44           | Mod. T | 84  |                         | Enrique D'Ascanio Hugo Vasquez                | Ford V-8              |    |
| 45           | Mod. T | 86  |                         | Louis Gonzales J. N. Soto                     | Ford V-8              |    |
| 46           | Mod. T | 88  |                         | Plinio Rosetto                                | Ford V-8              |    |
| 47           | Mod. T | 94  |                         | Paul Alonso                                   | Ford V-8              |    |
| 48           | Mod. T | 98  |                         | Antonio Gomez                                 | Ford V-8              |    |
| 49           | Mod. T | 100 |                         | Carming Carlos Guimarey                       | Ford V-8              |    |
| 50           | Mod. T | 104 |                         | Francisco de Ridder Carlo Tomasi              | Ford V-8              |    |
| 51           | Mod. T | 106 |                         | Segundo Ale E. Canriero                       | Chevrolet Bel Air     |    |
| 52           | Mod. T | 110 |                         | Emilio Boretto                                | Ford V-8              |    |
| Non partants |        |     |                         |                                               |                       |    |
| 53           | S 1.5  | 3   |                         | Ernesto Tornquist                             | Gordini T11S          |    |
| 54           | S 1.5  | 44  |                         | Óscar González Jorge Malbran                  | Porsche 550 Spyder    |    |
| 55           | Mod. T | 72  |                         | Tadeo Taddia Sebastian Messino                | Chevrolet Bel Air     |    |

## Classements du championnat à l'issue de la course
| Pos | Constructeur | Points |
| --- | ------------ | ------ |
| 1   | Ferrari      | 8      |
| 2   | Maserati     | 4      |
| 3   | Porsche      | 3      |
| 4   | Gordini      | 2      |